# Berliński pacjent
Berliński pacjent, wł. Timothy Ray Brown (ur. 11 marca 1966, zm. 29 września 2020) – pierwszy w historii pacjent wyleczony z zakażenia wirusem HIV.
W 1995 r. u pracującego w Berlinie Browna stwierdzono nosicielstwo wirusa HIV, a w 2005 r. zdiagnozowano u niego ostrą białaczkę szpikową. W 2007 r. prof. Gero Hütter z Wolnego Uniwersytetu Berlińskiego zdecydował o przeszczepie szpiku kostnego u pacjenta, decydując się jednak na znalezienie dawcy wykazującego zmianę CCR5∆32 w DNA zapewniającą odporność na infekcję wirusem HIV. Efektem przeszczepu od takiego dawcy było usunięcie wirusa z organizmu pacjenta, potwierdzane co najmniej do 2016 r. kolejnymi badaniami okresowymi.
Terapię zastosowano u dwóch pacjentów w 2013 r., ale po upływie mniej niż roku ponownie stwierdzono w ich organizmach obecność wirusa HIV. W 2019 r. na University College London ogłoszono przeprowadzenie trzy lata wcześniej kolejnego udanego zabiegu przeszczepu szpiku od dawcy posiadającego mutację w genie CCR5 skutkującego usunięciem wirusa z organizmu.